# Grand Prix Formule 1 van de Verenigde Staten 1970
De Grand Prix Formule 1 van de Verenigde Staten 1970 werd gehouden op 4 oktober op het Watkins Glen International circuit in Watkins Glen (New York). Het was de twaalfde race van het seizoen. 

## Uitslag
| Pos. | Nr. | Coureur              | Constructeur       | Rondes | Tijd / Oorzaak uitval | Grid | Punten |
| ---- | --- | -------------------- | ------------------ | ------ | --------------------- | ---- | ------ |
| 1    | 24  | Emerson Fittipaldi   | Lotus-Ford         | 108    | 1:57:32.79            | 3    | 9      |
| 2    | 19  | Pedro Rodríguez      | BRM                | 108    | + 36.39               | 4    | 6      |
| 3    | 23  | Reine Wisell         | Lotus-Ford         | 108    | + 45.17               | 9    | 4      |
| 4    | 3   | Jacky Ickx           | Ferrari            | 107    | + 1 Ronde             | 1    | 3      |
| 5    | 12  | Chris Amon           | March-Ford         | 107    | + 1 Ronde             | 5    | 2      |
| 6    | 18  | Derek Bell           | Surtees-Ford       | 107    | + 1 Ronde             | 13   | 1      |
| 7    | 8   | Denny Hulme          | McLaren-Ford       | 106    | + 2 Rondes            | 11   |        |
| 8    | 7   | Henri Pescarolo      | Matra              | 105    | + 3 Rondes            | 12   |        |
| 9    | 11  | Jo Siffert           | March-Ford         | 105    | + 3 Rondes            | 23   |        |
| 10   | 15  | Jack Brabham         | Brabham-Ford       | 105    | + 3 Rondes            | 16   |        |
| 11   | 29  | Ronnie Peterson      | March-Ford         | 104    | + 4 Rondes            | 15   |        |
| 12   | 16  | Rolf Stommelen       | Brabham-Ford       | 104    | + 4 Rondes            | 19   |        |
| 13   | 4   | Clay Regazzoni       | Ferrari            | 101    | + 7 Rondes            | 6    |        |
| 14   | 9   | Peter Gethin         | McLaren-Ford       | 100    | + 8 Rondes            | 21   |        |
| NF   | 1   | Jackie Stewart       | Tyrrell-Ford       | 82     | Olielek               | 2    |        |
| NF   | 14  | Graham Hill          | Lotus-Ford         | 72     | Koppeling             | 10   |        |
| NF   | 2   | François Cevert      | March-Ford         | 62     | Wiel                  | 17   |        |
| NF   | 30  | Tim Schenken         | De Tomaso-Ford     | 61     | Ophanging             | 20   |        |
| NF   | 27  | Jo Bonnier           | McLaren-Ford       | 50     | Water                 | 24   |        |
| NF   | 6   | Jean-Pierre Beltoise | Matra              | 27     | Handling              | 18   |        |
| NF   | 31  | Gus Hutchison        | Brabham-Ford       | 21     | Benzinelek            | 22   |        |
| NF   | 20  | Jackie Oliver        | BRM                | 14     | Motor                 | 7    |        |
| NF   | 21  | George Eaton         | BRM                | 10     | Motor                 | 14   |        |
| NF   | 17  | John Surtees         | Surtees-Ford       | 6      | Motor                 | 8    |        |
| NQ   | 32  | Peter Westbury       | BRM                |        |                       |      |        |
| NQ   | 28  | Pete Lovely          | Lotus-Ford         |        |                       |      |        |
| NQ   | 10  | Andrea de Adamich    | McLaren-Alfa Romeo |        |                       |      |        |

## Statistieken
| Pole-position | Jacky Ickx | Ferrari | 1:03.07 |
| Snelste ronde | Jacky Ickx | Ferrari | 1:02.74 |

## Noot
- Dit was het debuut van de Zweedse coureur Reine Wisell en de Amerikaanse coureur Gus Hutchison.
- Eerste podiumplaats voor Reine Wisell.
- Eerste rondes als raceleider, podiumplaats en Grand Prix-winst voor Emerson Fittipaldi en voor een Braziliaanse coureur.

Grand Prix Formule 1 van de Verenigde Staten: 1908 · 1910 · 1911 · 1912 · 1914 · 1915 · 1916 · 1959 · 1960 · 1961 · 1962 · 1963 · 1964 · 1965 · 1966 · 1967 · 1968 · 1969 · 1970 · 1971 · 1972 · 1973 · 1974 · 1975 · 1976 · 1977 · 1978 · 1979 · 1980 · 1989 · 1990 · 1991 · 2000 · 2001 · 2002 · 2003 · 2004 · 2005 · 2006 · 2007 · 2012 · 2013 · 2014 · 2015 · 2016 · 2017 · 2018 · 2019 · 2021 · 2022 · 2023 · 2024 · 2025 · 2026

Indianapolis 500: 1950 · 1951 · 1952 · 1953 · 1954 · 1955 · 1956 · 1957 · 1958 · 1959 · 1960

Grand Prix Formule 1 van de Verenigde Staten West: 1976 · 1977 · 1978 · 1979 · 1980 · 1981 · 1982 · 1983

Grand Prix Formule 1 van Las Vegas: 1981 · 1982 · 2023 · 2024 · 2025

Grand Prix Formule 1 van de Verenigde Staten Oost: 1982 · 1983 · 1984 · 1985 · 1986 · 1987 · 1988

Grand Prix Formule 1 van Dallas: 1984

Grand Prix Formule 1 van Miami: 2022 · 2023 · 2024 · 2025 · 2026 · 2027 · 2028 · 2029 · 2030 · 2031